# Ma'adim Vallis
Ma'adim Vallis é um dos maiores cânions de Marte. Tem cerca de 700 quilômetros de comprimento e é bem maior comparado ao Grand Canyon, dos Estados Unidos. Apresenta cerca de 20 quilômetros de largura e tem em alguns pontos cerca de 2 quilômetros de profundidade. 
Este cânion corre do sul para o norte, provavelmente levava a água de lagos do sul para o interior da Cratera de Gusev, que está situada perto do equador de Marte. 
Imagina-se que o fluxo de água que cavou o Ma'adim Vallis seja bem antigo, da época da formação de Marte. 
Alguns curtos canais situados ao longo das paredes de Ma'adim seriam na realidade canais de drenagem. Estes canais surgem quando aflora um lençol de água e ele dissolve parcialmente a rocha, esta desmorona e é levada pela ação da água.
Ma'adim é em hebreu o nome do Planeta Marte.